# 风暴之眼 (2011年电影)
《风暴之眼》（英語：The Eye of the Storm）是一部2011年澳大利亚剧情片，弗雷德·谢皮西执导。它改编自帕特里克·怀特1973年的同名小说。它由杰弗里·拉什、夏綠蒂·蘭普琳和茱蒂·戴维斯主演。它在2011年墨尔本国际电影节上获得澳大利亚最佳故事片评审团奖，并于2011年9月上映。

## 剧情
在悉尼的百年纪念公园郊区，一位垂死的女家长伊丽莎白·亨特（兰普林饰）由两名护士、一名管家和她的两个成年子女 （拉什和戴维斯饰）照顾。尽管她的健康状况每况愈下，伊丽莎白仍然对自己的事务和周围的人拥有相当大的控制权。

## 演员表
- 杰弗里·拉什饰 巴希尔·亨特
- 夏綠蒂·蘭普琳饰 伊丽莎白·亨特
- 茱蒂·戴维斯饰 Dorothy de Lascabanes
- 约翰·加登饰 Arnold Wyburd
- 罗宾·内文饰 Lal
- 海伦·莫尔斯饰 Lotte
- 科林·弗里尔斯 饰 Athol Shreve
- 达斯汀克莱尔饰 Col
- 伊丽莎白·亚历山大饰 Cherry Cheesman
- 玛丽亚·西奥多拉基斯饰 Mary DeSantis
- 亚历山德拉·谢皮西饰 Flora
- 洛朗·布朗日饰 法国侍者[5]